# Ande (Ako)
Pour les articles homonymes, voir Ande.
Ande (ou Andi) est un village du Cameroun situé dans la commune d'Ako. Il est rattaché au département du Donga-Mantung, dans la région du Nord-Ouest.

## Géographie
Le village est situé au sud de la commune d'Ako, entre les villages d'Akwenko et Jevi.

## Population
En 1970, il y avait 982 habitants à Ande.  
Le Bureau central des recensements et des études de population (BCREP) a réalisé un recensement en 2005, le Répertoire actualisé des villages du Cameroun, dans lequel il évaluait à 1 890 le nombre d'habitants ; ce chiffre inclut 965 hommes et 925 femmes.

## Économie
Les villageois pratiquent plusieurs métiers dans les domaines de la pêche, l’exploitation forestière, l’artisanat, l’exploitation minière, l’agriculture, l’élevage bovin, l’apiculture, le commerce et la chasse. Les femmes sont présentes dans certains domaines notamment : l’artisanat, l’agriculture, l’élevage bovin, l’apiculture et le commerce.

## Système éducatif
Il y a une école primaire, la GS Ande, et un établissement d'enseignement secondaire, la GSS Kuta.   

## Accès à l’eau
Le village n'a pas de point d’eau potable.   

## Accès à l’électricité
Le village n'a pas accès à l’électricité.

## Santé et hôpitaux
Il y a un centre de soins dans le village, le HC Ande.

## Réseau routier
Le village est situé au sud d'un carrefour de plusieurs sentiers reliant les villages de Jevi, Mbande et Akwenko à la route rurale d'Ako. Il y a aussi un sentier entre les villages de Kunge et Ande.   

## Développement d'Ande
Le plan de développement du village d'Ande comprend la réhabilitation de la route reliant Akwenko à Mbande, l'approvisionnement en électricité du village, la construction de classes pour l'école primaire et l'établissement d'enseignement secondaire, l'amélioration des infrastructures dans le centre de soins, la construction d'un palace à Ande ainsi que d'un marché et la sensibilisation à la protection de la nature et de l'environnement pour les habitants.  